# Седельница
Седельница — деревня в Гаврилов-Ямском районе Ярославской области.
Находится рядом с деревнями Прилесье, Вострицево и Шалава.
Основана в 1890—1902 годах переселенцами из Прилесья и Гагарина.

## Динамика населения
- 1897 год: 27 семей (7 домов принадлежат Смурковым, 5 - Мазиловым). В деревне, по данным переписных листов, в 1897 году проживало 144 человека, из них 57 мужчин (42% грамотных) и 87 женщин (20% грамотных). Большая часть жителей занималась земледелием. 4 - работали на фабрике, был также лесной сторож. [1]
- 2004 год — 17 семей.
- В настоящее время (около 2008 года) постоянных жителей осталось всего двое: гармонист Анатолий и его супруга.

В деревне делают мёд, есть 2 колодца.
Недалеко от деревни, в сторону Вострицево, расположены охотничьи угодья.
Прямой дороги в Сидельницы нет, надо ехать через Прилесье (Чертаково) или деревню Шалава.

## Водная система
- река Курбица
- Недалеко от деревни находится родник, отличающийся редкой для этой местности мягкостью и пресностью воды.[2]